# 流亡藏人自由捐献手册
流亡藏人自由捐献手册（俗称绿皮书）是藏人行政中央1971年以来向海外藏人发行的证件，有效期为5年。
它是持有人向藏人行政中央缴纳“自愿税”的收据，是西藏流亡政府发布的最正式文件，被藏人行政中央官员描述为“流亡藏人从流亡政府宣称权利的护照”并且未来“将成为宣称西藏公民身份的基础”。
目前，超过90％的流亡藏人拥有着本证件。向中華民國內政部移民署申請在臺灣地區居留的無國籍藏人可憑本證件證明其藏族身分。

## 历史
藏人行政中央于1972年8月1日引入了一种收集流亡藏人年度“自愿捐款”的制度。 2005年3月3日，藏人行政中央的财务部发布了新版“绿皮书”格式；文件持有人的数据存储在从两年前开始创建的计算机数据库中，该数据库是在两年前开始的项目中创建的。 

## 申请资格
截至2010年，藏人行政中央网站指出：“任何6岁或以上的藏人都有法律义务申请绿皮书，并成为流亡藏人社区的正式成员。 绿皮书申明该人是属于西藏流亡政府的合法流亡藏人。” 
为此，藏人行政中央将藏人定义为“在西藏出生的任何人，或者有在西藏出生的父母的人”，并且由于藏族难民经常缺乏证明其出生地的证件，因此申请资格通常由一个面试认定。证件在1971年开始发行。 在西藏难民中，证件的持有率达到了90% 

## 自愿税
在文件签发前，申请者需要向藏人行政中央支付年度“自愿税”。  截至2008年，一位印度居民的税费为₹58（约为1.10美元），一个美国成年人的税费为44美元。 绿皮书记录了持有人已缴纳的所有税款。 它是藏人行政中央的主要资金来源。 
根据藏人行政中央网站，学生和失业者的缴纳比例较低。  但是，在印度，尼泊尔和不丹有薪工作的人应缴纳基本工资的4％或总薪水的2％（以较高者为准），而对于那些除薪金以外的收入，建议的年缴纳额为其净年收入的0.15％。     

## 福利资格
根据藏人行政中央的规定，财政部数据部门负责管理绿皮书持有人的中央数据库。 
绿皮书的持有人需要及时缴纳其会费，以便在藏人行政中央行使投票或参选的权利，持有人同时拥有申请藏人行政中央授予的奖学金或在藏人行政中央就业方面的权利。 
绿皮书并不是国际旅行证件。 居住在印度但没有印度国籍的藏人可以从印度当局获得旅行证。 据报道，1994年，申请此类文件的过程通常是先向达兰萨拉的藏人行政中央办公室出示绿皮书（以及其他各种文件），随后再将其申请书转交给印度当局。 